# Queen's Club Championships
Queen's Club Championships, oficiálně HSBC Championships, je profesionální tenisový turnaj mužů a žen hraný v londýnském soukromém Queen's Clubu na travnatých dvorcích. Založen byl v západolondýnském Fulhamu v roce 1881 jako jeden z nejstarších turnajů světa. Od sezóny 1890 probíhá v Queen's Clubu. Představuje přípravu na vrchol travnaté sezóny, grandslamový Wimbledon. Titulárním partnerem se pro ročníky 2025–2028 stala bankovní instituce HSBC.
Na okruhu ATP Tour patří mužský turnaj od sezóny 2015 do kategorie ATP Tour 500, která nahradila úroveň ATP Tour 250 z let 2009–2014. Ženy se do Queen's Clubu vrátily po 52leté absenci v roce 2025, když na londýnské pořadatele přešla licence pro kategorii WTA 500 z Eastbourne Open.

## Historie
Turnaj byl původně založen pod názvem London Grass Court Championships již v roce 1881, kdy probíhal v Londýnském atletickém klubu na Stamford Bridge ve Fulhamu. Následující ročník získal pojmenování London Championships a odehrával se na otevřených travnatých dvorcích. Roku 1890 došlo ke změně dějiště, když se událost přestěhovala do privátního Queen's Clubu. Tam nejprve probíhaly pouze singlové soutěže mužů a žen. Od roku 1903 se hrála také mužská čtyřhra a o dvě sezóny později se dočkala premiéry i smíšená soutěž. Od roku 1915 se jako poslední představila ženská čtyřhra.
Dva světové válečné konflikty přerušily konání v letech 1915–1918 a 1940–1946. V období 1970–1989 se událost zařadila do okruhu Grand Prix. Ženská polovina byla přerušena od sezóny 1973, kdy tiumfovala Olga Morozovová, do obnovení v rámci okruhu WTA Tour v roce 2025. Soutěže mužů se nekonaly v letech 1974–1976.

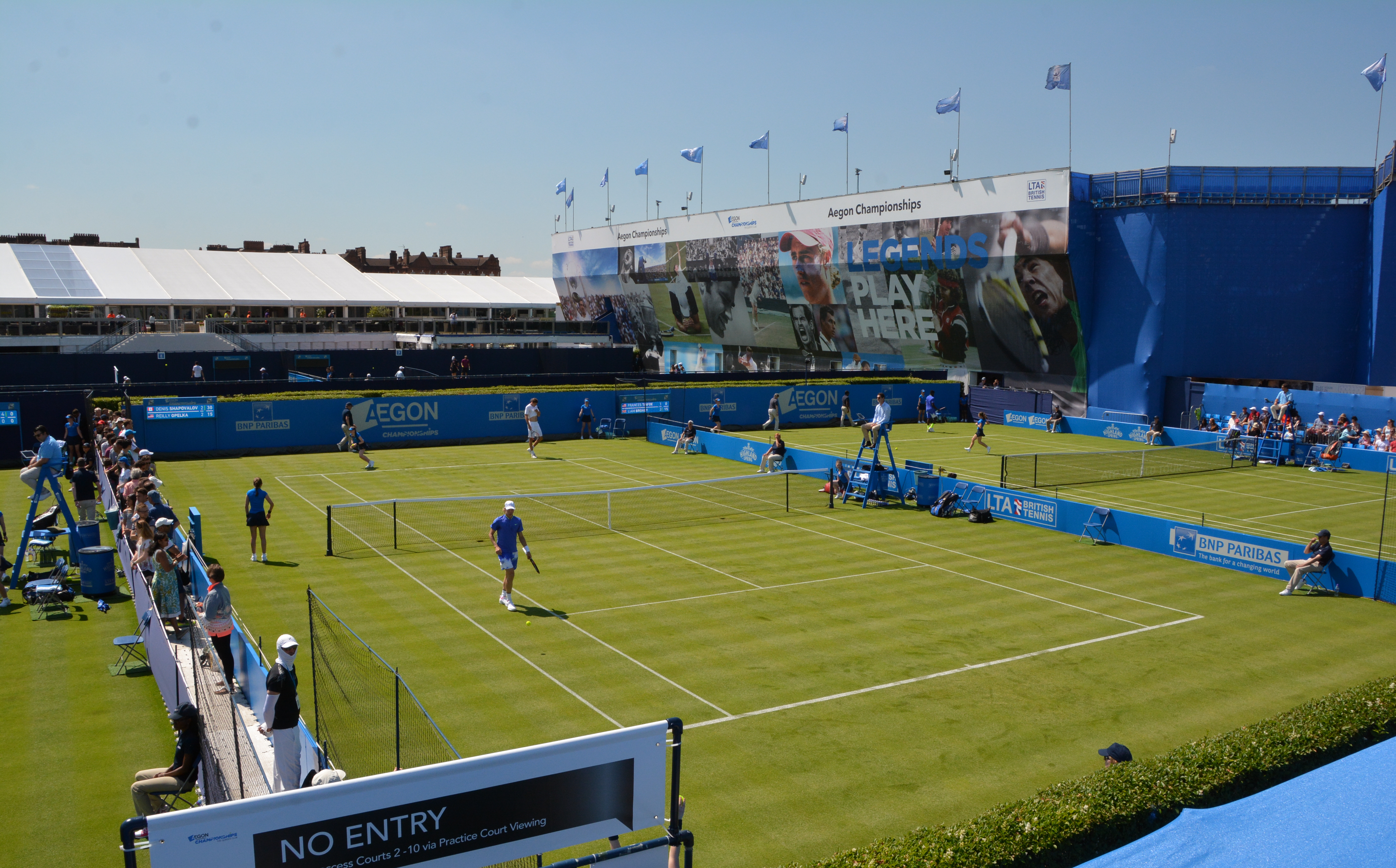
Dvorce č. 1 a 2 v areálu Queen's Clubu

V první dekádě třetího tiscíletí události dominovali Andy Roddick a Lleyton Hewitt, když si oba připsali po čtyřech titulech. Roddick popsal kurty v Queen's Clubu jako „zřejmě nejlepší na světě“. Během čtvrtfinále dvouhry ročníku 2004 vytvořil Andy Roddick tehdejší světový rekord nejrychleji zahraného podání, když proti Paradornu Srichaphanovi udělil míči rychlost 153 mph (246,2 km/h). V roce 2012 byl ve finále za nesportovní chování diskvalifikován Argentinec David Nalbandian, když za stavu 3–3 ve druhé sadě ztratil podání a Chorvat Marin Čilić si připsal break. Nalbandian po prohrané výměně kopl do reklamního panelu, který následně zranil nohu čárového rozhodčího sedícího za ním. Organizace ATP mu udělila pokutu 10 000 eur a odebrala bodový zisk dosažený na turnaji ve výši 150 bodů, stejně jako prize money ve výši cca 45 000 eur.
Zrekonstruovaný centrální dvorec od sezóny 2017 pojme deset tisíc diváků, dříve se jednalo o 6 478 návštěvníků. Na britských ostrovech pokrývá televizní a rozhlasové přenosy veřejnoprávní BBC, od roku 2009 ve vysokém rozlišení High Definition. Sběračky míčků jsou vybírány ze dvou dívčích středních škol, Nonsuch High School a St Philomena's Catholic High School for Girls, ležících v jiholondýnském Suttonu.
V červnu 2025 byl centrální dvorec, s kapacitou 7,7 tisíce diváků, pojmenován Andy Murray Arena po pětinásobném vítězi turnaje a bývalé světové jedničce Andym Murraym.

## Vývoj názvu
- 1968–1973: The Queen's Club Championships
- 1977: Rawlings International
- 1978: The Queen's Club Championships

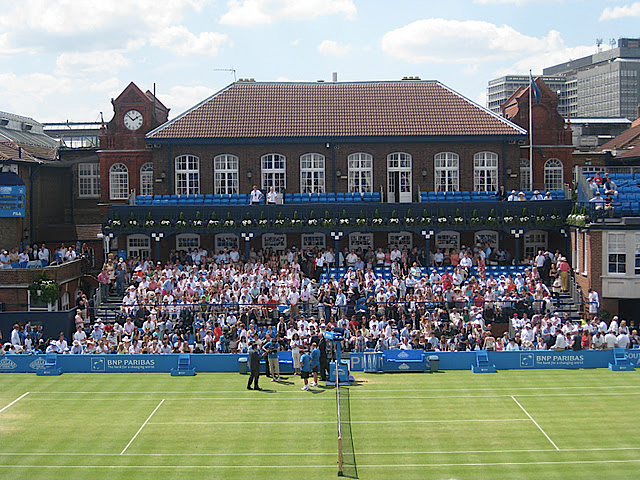
Centrální dvorec areálu (2009)

- 1979–2006: The Stella Artois Championships, titulárním partnerem výrobce piva Stella Artois
- 2007–2008: The Artois Championships, titulární partner Stella Artois
- 2009–2017: AEGON Championships, titulární partner skotská pojišťovna AEGON
- 2018–2019: Fever-Tree Championships, titulární partner nápojářská firma Fever-Tree[19]
- 2021–2024: cinch Championships, titulární partner internetový maloobchod s automobily Cinch[19]
- od 2025: HSBC Championships, titulární partner bankovní instituce HSBC

## Přehled finále

### Mužská dvouhra
| Rok  | vítěz                             | finalista                         | výsledek                          |
| ---- | --------------------------------- | --------------------------------- | --------------------------------- |
| 1890 | David G. Chaytor                  | Wilfred Baddeley                  | 3–6, 6–8, 6–1, 6–2, 6–2           |
| 1891 | Harry S. Barlow                   | Joshua Pim                        | 6–4, 2–6, 6–0, 7–5                |
| 1892 | Ernest W. Lewis                   | Joshua Pim                        | 6–4, 6–4, 3–6, 4–6, 6–1           |
| 1893 | Joshua Pim                        | Harold Mahony                     | 1–6, 6–1, 6–8, 6–3                |
| 1894 | Harold Mahony                     | Harry S. Barlow                   | 6–2, 6–3, 6–3                     |
| 1895 | Harry S. Barlow                   | Manliff Goodbody                  | 6–4, 7–5, 5–7, 5–7, 10–8          |
| 1896 | Harold Mahony                     | Reginald Doherty                  | 11–9, 6–4, 6–4                    |
| 1897 | Lawrence Doherty                  | Major Ritchie                     | 6–2, 6–2, 6–2                     |
| 1898 | Lawrence Doherty                  | Harold Mahony                     | 6–3, 6–4, 9–7                     |
| 1899 | Harold Mahony                     | Arthur Gore                       | 8–10, 6–2, 7–5, 6–1               |
| 1900 | Arthur Goree                      | Arthur W. Lavy                    | 6–0, 6–2, 6–3                     |
| 1901 | Charles Dixon                     | George Greville                   | 6–1, 6–0, 4–6, 6–4                |
| 1902 | Major Ritchie                     | Charles Simond                    | 6–3, 6–4, 6–0                     |
| 1903 | George Greville                   | Charles Simond                    | 6–1, 6–4, 7–9, 5–7, 6–4           |
| 1904 | Major Ritchie                     | Harold Mahony                     | 6–3, 6–1, 6–1                     |
| 1905 | Holcombe Ward                     | Beals C. Wright                   | bez boje                          |
| 1906 | Major Ritchie                     | John M. Flavelle                  | 6–0, 6–1, 7–5                     |
| 1907 | Tony Wilding                      | Major Ritchie                     | 6–2, 6–1, 6–0                     |
| 1908 | Kenneth Powell                    | Major Ritchie                     | 6–4, 3–3skreč                     |
| 1909 | Major Ritchie                     | Harry Parker                      | 11–13, 6–4 6–1, 6–0               |
| 1910 | Tony Wilding                      | Major Ritchie                     | 6–4, 6–3, 2–0skreč                |
| 1911 | Tony Wilding                      | Alfred Beamish                    | 7–5, 6–2, 6–3                     |
| 1912 | Tony Wilding                      | Otto Froitzheim                   | bez boje                          |
| 1913 | Arthur Lowe                       | Wallace F. Johnson                | 7–5, 6–4, 4–6, 4–6, 6–4           |
| 1914 | Arthur Lowe                       | Percival Davson                   | 6–2, 7–5, 6–4                     |
| 1915 | nehráno pro první světovou válku  | nehráno pro první světovou válku  | nehráno pro první světovou válku  |
| 1918 | nehráno pro první světovou válku  | nehráno pro první světovou válku  | nehráno pro první světovou válku  |
| 1919 | Pat O'Hara Wood                   | Louis Raymond                     | 6–4, 6–0, 2–6, 7–5                |
| 1920 | William Johnston                  | William Tilden                    | 4–6, 6–2, 6–4                     |
| 1921 | Zenzo Šimizu                      | Mohammed Sleem                    | 6–2, 6–0                          |
| 1922 | Henry Mayes                       | Donald Greig                      | 6–8, 6–2, 6–2, 6–1                |
| 1923 | Vincent Richards                  | Sydney M. Jacob                   | 6–2, 6–2                          |
| 1924 | Algernon Kingscote                | Arthur Lowe                       | 3–6, 8–6, 6–3, 6–2                |
| 1925 | Arthur Lowe                       | Henry Mayes                       | 6–2, 9–7                          |
| 1926 | Henry Mayes                       | Arthur Lowe                       | 6–3, 6–2                          |
| 1927 | Henry Mayes                       | D.M. Evans                        | 6–3, 6–3                          |
| 1928 | William Tilden                    | Francis Hunter                    | 6–3, 6–2, 6–1                     |
| 1929 | William Tilden                    | Francis Hunter                    | sdílený titul                     |
| 1930 | Wilmer Allison                    | Gregory Mangin                    | 6–4, 8–6                          |
| 1931 | John Olliff                       | Edward Avory                      | 3–6, 6–4, 6–2                     |
| 1932 | Jack Crawford                     | Hendrik Timmer                    | 1–6, 6–3, 6–3, 6–4                |
| 1933 | Ellsworth Vines                   | Lester Stoefen                    | sdílený titul                     |
| 1934 | Sidney Wood                       | Frank Shields                     | 6–4, 6–3                          |
| 1935 | Wilmer Allison                    | Clarence Jones                    | sdílený titul                     |
| 1936 | Donald Budge                      | David P. Jones                    | 6–4, 6–3                          |
| 1937 | Donald Budge                      | Henry Austin                      | 6–1, 6–2                          |
| 1938 | Henry Austin                      | Kho Sin-Kie                       | 6–2, 6–0                          |
| 1939 | Gottfried von Cramm               | Ghaus Mohammad                    | 6–1, 6–3                          |
| 1940 | nehráno pro druhou světovou válku | nehráno pro druhou světovou válku | nehráno pro druhou světovou válku |
| 1945 | nehráno pro druhou světovou válku | nehráno pro druhou světovou válku | nehráno pro druhou světovou válku |
| 1946 | Pancho Segura                     | Colin Long                        | 6–4, 7–5                          |
| 1947 | Robert Falkenburg                 | Colin Long                        | 6–4, 7–5                          |
| 1948 | Robert Falkenburg                 | Eric Sturgess                     | sdílený titul                     |
| 1949 | Ted Schroeder                     | Gardnar Mulloy                    | 8–6, 6–0                          |
| 1950 | John Bromwich                     | Arthur Larsen                     | 6–2, 6–4                          |
| 1951 | Eric Sturgess                     | Frank Sedgman                     | 6–4 5–7 6–2                       |
| 1952 | Frank Sedgman                     | Mervyn Rose                       | 10–8, 6–2                         |
| 1953 | Lew Hoad                          | Ken Rosewall                      | 8–6, 10–8                         |
| 1954 | Lew Hoad                          | Mervyn Rose                       | 8–6, 6–4                          |
| 1955 | Ken Rosewall                      | Lew Hoad                          | 6–2, 6–3                          |
| 1956 | Neale Fraser                      | Ken Rosewall                      | 7–5, 3–6, 9–7                     |
| 1957 | Ashley Cooper                     | Neale Fraser                      | 6–8, 6–2, 6–3                     |
| 1958 | Malcolm Anderson                  | Robert Mark                       | 1–6, 11–9, 6–3                    |
| 1959 | Ramanathan Krishnan               | Neale Fraser                      | 6–3, 6–0                          |
| 1960 | Andrés Gimeno                     | Roy Emerson                       | 8–6,6–3                           |
| 1961 | Bob Hewitt                        | Robert McKinley                   | 6–2 6–3                           |
| 1962 | Rod Laver                         | Roy Emerson                       | 6–4 7–5                           |
| 1963 | Roy Emerson                       | Owen Davidson                     | 6–1 6–2                           |
| 1964 | Roy Emerson                       | Toomas Lejus                      | 12–10, 6–4                        |
| 1965 | Roy Emerson                       | Dennis Ralston                    | bez boje                          |
| 1966 | Roy Emerson                       | Tony Roche                        | bez boje                          |
| 1967 | John Newcombe                     | Roger Taylor                      | 7–5, 6–3                          |
| 1968 | Clark Graebner                    | Tom Okker                         | sdílený titul (déšť)              |
| 1969 | Fred Stolle                       | John Newcombe                     | 6–3, 22–20                        |
| 1970 | Rod Laver                         | John Newcombe                     | 6–4, 6–3                          |
| 1971 | Stan Smith                        | John Newcombe                     | 8–6, 6–3                          |
| 1972 | Jimmy Connors                     | John Paish                        | 6–2, 6–3                          |
| 1973 | Ilie Năstase                      | Roger Taylor                      | 10–8, 6–3                         |
| 1974 | nehráno                           | nehráno                           | nehráno                           |
| 1976 | nehráno                           | nehráno                           | nehráno                           |
| 1977 | Raúl Ramírez                      | Mark Cox                          | 9–7, 7–5                          |
| 1978 | Tony Roche                        | John McEnroe                      | 8–6, 9–7                          |
| 1979 | John McEnroe                      | Víctor Pecci                      | 6–7, 6–1, 6–1                     |
| 1980 | John McEnroe                      | Kim Warwick                       | 6–3, 6–1                          |
| 1981 | John McEnroe                      | Brian Gottfried                   | 7–6, 7–5                          |
| 1982 | Jimmy Connors                     | John McEnroe                      | 7–5, 6–3                          |
| 1983 | Jimmy Connors                     | John McEnroe                      | 6–3, 6–3                          |
| 1984 | John McEnroe                      | Leif Shiras                       | 6–1, 3–6, 6–2                     |
| 1985 | Boris Becker                      | Johan Kriek                       | 6–2, 6–3                          |
| 1986 | Tim Mayotte                       | Jimmy Connors                     | 6–4, 2–1skreč                     |
| 1987 | Boris Becker                      | Jimmy Connors                     | 6–7, 6–3, 6–4                     |
| 1988 | Boris Becker                      | Stefan Edberg                     | 6–1, 3–6, 6–3                     |
| 1989 | Ivan Lendl                        | Christo van Rensburg              | 4–6, 6–3, 6–4                     |
| 1990 | Ivan Lendl                        | Boris Becker                      | 6–3, 6–2                          |
| 1991 | Stefan Edberg                     | David Wheaton                     | 6–2, 6–3                          |
| 1992 | Wayne Ferreira                    | Shuzo Matsuoka                    | 6–3, 6–4                          |
| 1993 | Michael Stich                     | Wayne Ferreira                    | 6–3, 6–4                          |
| 1994 | Todd Martin                       | Pete Sampras                      | 7–6(7–4), 7–6(7–4)                |
| 1995 | Pete Sampras                      | Guy Forget                        | 7–6(7–3), 7–6(8–6)                |
| 1996 | Boris Becker                      | Stefan Edberg                     | 6–4, 7–6(7–3)                     |
| 1997 | Mark Philippoussis                | Goran Ivanišević                  | 7–5, 6–3                          |
| 1998 | Scott Draper                      | Laurence Tieleman                 | 7–6(7–5), 6–4                     |
| 1999 | Pete Sampras                      | Tim Henman                        | 6–7(1–7), 6–4, 7–6(7–4)           |
| 2000 | Lleyton Hewitt                    | Pete Sampras                      | 6–4, 6–4                          |
| 2001 | Lleyton Hewitt                    | Tim Henman                        | 7–6(7–3), 7–6(7–3)                |
| 2002 | Lleyton Hewitt                    | Tim Henman                        | 4–6, 6–1, 6–4                     |
| 2003 | Andy Roddick                      | Sébastien Grosjean                | 6–3, 6–3                          |
| 2004 | Andy Roddick                      | Sébastien Grosjean                | 7–6(7–4), 6–4                     |
| 2005 | Andy Roddick                      | Ivo Karlović                      | 7–6(9–7), 7–6(7–4)                |
| 2006 | Lleyton Hewitt                    | James Blake                       | 6–4, 6–4                          |
| 2007 | Andy Roddick                      | Nicolas Mahut                     | 4–6, 7–6(9–7), 7–6(7–2)           |
| 2008 | Rafael Nadal                      | Novak Djoković                    | 7–6(8–6), 7–5                     |
| 2009 | Andy Murray                       | James Blake                       | 7–5, 6–4                          |
| 2010 | Sam Querrey                       | Mardy Fish                        | 7–6(7–3), 7–5                     |
| 2011 | Andy Murray                       | Jo-Wilfried Tsonga                | 3–6, 7–6(7–2), 6–4                |
| 2012 | Marin Čilić                       | David Nalbandian                  | 6–7(3–7), 4–3diskvalifikace       |
| 2013 | Andy Murray                       | Marin Čilić                       | 5–7, 7–5, 6–3                     |
| 2014 | Grigor Dimitrov                   | Feliciano López                   | 6–7(8–10), 7–6(7–1), 7–6(8–6)     |
| 2015 | Andy Murray                       | Kevin Anderson                    | 6–3, 6–4                          |
| 2016 | Andy Murray                       | Milos Raonic                      | 6–7(5–7), 6–4, 6–3                |
| 2017 | Feliciano López                   | Marin Čilić                       | 4–6, 7–6(7–2), 7–6(10–8)          |
| 2018 | Marin Čilić                       | Novak Djoković                    | 5–7, 7–6(7–4), 6–3                |
| 2019 | Feliciano López                   | Gilles Simon                      | 6–2, 6–7(4–7), 7–6(7–2)           |
| 2020 | zrušeno pro pandemii koronaviru   | zrušeno pro pandemii koronaviru   | zrušeno pro pandemii koronaviru   |
| 2021 | Matteo Berrettini                 | Cameron Norrie                    | 6–4, 6–7(5–7), 6–3                |
| 2022 | Matteo Berrettini                 | Filip Krajinović                  | 7–5, 6–4                          |
| 2023 | Carlos Alcaraz                    | Alex de Minaur                    | 6–4, 6–4                          |
| 2024 | Tommy Paul                        | Lorenzo Musetti                   | 6–1, 7–6(10–8)                    |
| 2025 | Carlos Alcaraz                    | Jiří Lehečka                      | 7–5, 6–7(5–7), 6–2                |

### Ženská dvouhra
| Rok  | vítězka                           | finalistka                        | výsledek                          |
| ---- | --------------------------------- | --------------------------------- | --------------------------------- |
| 1890 | May Jacksová                      | Maud Shackleová                   | 6–2, 6–1                          |
| 1891 | Maud Shackleová                   | May Jacksová                      | 6–2, 4–6, 6–3                     |
| 1892 | Maud Shackleová                   | Edith Austinová                   | 6–2, 6–3                          |
| 1893 | Maud Shackleová                   | Edith Austinová                   | 6–2, 6–1                          |
| 1894 | Edith Austinová                   | Charlotte Cooperová               | 8–6, 11–9                         |
| 1895 | Maud Shackleová                   | Edith Austinová                   | 6–2, 7–5                          |
| 1896 | Charlotte Cooperová               | Agatha Templemanová               |                                   |
| 1897 | Charlotte Cooperová               | Edith Austinová                   | 2–6, 6–2, 6–2                     |
| 1898 | Charlotte Cooperová               | Edith Austinová                   | 6–4, 3–6, 8–6                     |
| 1899 | Edith Austin                      | Charlotte Cooperová               | 12–10, 2–6, 9–7                   |
| 1900 | Charlotte Cooperová               | Edith Grevilleová                 |                                   |
| 1901 | Edith Austinová                   | Ethel Thomsonová                  | 6–1, 6–1                          |
| 1902 | Charlotte Cooper Sterryová        | Ruth Durlacher                    |                                   |
| 1903 | Agnes Mortonová                   | Edith Grevilleová                 |                                   |
| 1904 | Agnes Mortonová                   | Ellen Stawell-Brown               |                                   |
| 1905 | Ethel Thomsonová                  | Edith Grevilleová                 |                                   |
| 1906 | Ethel Thomsonová                  | Mildred Colesová                  |                                   |
| 1907 | Violet Pinckneyová                | Dorothea Lambert Chambersová      | 2–6, 6–3, 6–4                     |
| 1908 | Violet Pinckneyová                | Dorothea Lambert Chambersová      | 6–3, 6–2                          |
| 1909 | Aurea Edgingtonová                | Madeline Fisher O'Neillová        |                                   |
| 1910 | Gladys Lamploughová               | Edith Johnsonová                  |                                   |
| 1911 | Mildred Colesová                  | Agnes Mortonová                   |                                   |
| 1912 | Ethel Larcombeová                 | Dorothy Holmanová                 | 6–1, 6–0                          |
| 1913 | Ethel Larcombeová                 | Aurea Edgingtonová                |                                   |
| 1914 | Ethel Larcombeová                 | Beryl Tullochová                  |                                   |
| 1915 | nehráno pro první světovou válku  | nehráno pro první světovou válku  | nehráno pro první světovou válku  |
| 1918 | nehráno pro první světovou válku  | nehráno pro první světovou válku  | nehráno pro první světovou válku  |
| 1919 | Ethel Larcombeová                 | Dorothy Holmanová                 | 6–4, 8–6                          |
| 1920 | Dorothy Holmanová                 | Ethel Larcombeová                 | bez boje                          |
| 1921 | Mabel Claytonová                  | Dorothy Holmanová                 |                                   |
| 1922 | Mabel Claytonová                  | W. Keaysová                       |                                   |
| 1923 | Elizabeth Ryanová                 | Geraldine Beamishová              | 6–2, 1–6, 6–2                     |
| 1924 | Elizabeth Ryanová                 | Doris Covell Craddocková          |                                   |
| 1925 | Elizabeth Ryanová                 | Ermyntrude Harveyová              | 6–0, 6–1                          |
| 1926 | Dorothy Kemmis-Bettyová           | Eileen Bennettová                 | 7–5, 6–2                          |
| 1927 | Dorothy Kemmis-Bettyová           | Enid Head Broadbridgeová          | 6–0, 6–1                          |
| 1928 | Joan Ridleyová                    | Helene Contostavlosová            | 4–6, 6–1, 6–0                     |
| 1929 | Elizabeth Ryanová                 | Elsie Goldsacková                 | 6–2, 2–6, 6–2                     |
| 1930 | Madge Listová                     | Margaret McKane Stocksová         | 6–1, 6–3                          |
| 1931 | Elsie Goldsack Pittmanová         | Kitty McKane Godfreeová           | 9–7, 6–4                          |
| 1932 | Dorothy Andrusová                 | Jadwiga Jędrzejowská              | 1–6, 7–5, 6–4                     |
| 1933 | Elsie Goldsack Pittman            | Helen Wills Moodyová              | sdílený titul                     |
| 1934 | Jacqueline Goldschmidtová         | Dorothy Andrusová                 | 5–7, 6–2, 6–0                     |
| 1935 | Anita Lizanová                    | Sylvie Jung Henrotinová           | sdílený titul                     |
| 1936 | Jadwiga Jędrzejowská              | Susan Noelová                     | 6–2, 6–4                          |
| 1937 | Jadwiga Jędrzejowská              | Kay Stammersová                   | 6–3, 6–0                          |
| 1938 | Jadwiga Jędrzejowská              | Hilde Krahwinkel Sperlingová      | 6–3, 6–0                          |
| 1939 | Jadwiga Jędrzejowská              | Hilde Krahwinkel Sperlingová      | 6–1, 6–4                          |
| 1940 | nehráno pro druhou světovou válku | nehráno pro druhou světovou válku | nehráno pro druhou světovou válku |
| 1945 | nehráno pro druhou světovou válku | nehráno pro druhou světovou válku | nehráno pro druhou světovou válku |
| 1946 | Doris Hartová                     | Margaret Osborneová               | 6–8, 6–3, 6–3                     |
| 1947 | Doris Hartová                     | Margaret Osborneová               | 6–4, 6–0                          |
| 1948 | Doris Hartová                     | Margaret Osborne duPontová        | sdílený titul                     |
| 1949 | Louise Broughová                  | Margaret Osborne duPontová        | 3–6, 6–1, 6–3                     |
| 1950 | Doris Hartová                     | Margaret Osborne duPontová        | 4–6, 6–4, 6–4                     |
| 1951 | Shirley Fryová                    | Nancy Chaffeeová                  | 6–3, 8–6                          |
| 1952 | Hazel Redick-Smithová             | Elizabeth Wilfordová              | 7–5, 6–1                          |
| 1953 | Jean Rinkel-Quertierová           | Heather Nichollsová               | 6–1, 4–6, 6–2                     |
| 1954 | Louise Broughová                  | Shirley Fryová                    | 6–1, 6–4                          |
| 1955 | Louise Broughová                  | Jean Forbesová                    | 6–3, 6–1                          |
| 1956 | Angela Buxtonová                  | Patricia Wardová                  | 6–4, 6–0                          |
| 1957 | Mimi Arnoldová                    | Zsuzsa Körmöczyová                | 6–1, 5–7, 6–3                     |
| 1958 | Berenice Carrová                  | Margaret Varnerová                | 6–4, 5–7, 8–6                     |
| 1959 | Yola Ramírezová                   | Christiane Mercelisová            | 2–6, 6–1, 6–3                     |
| 1960 | Christine Trumanová               | Karen Hantze Susmanová            | 6–4, 6–3                          |
| 1961 | Margaret Smithová                 | Nancy Richeyová                   | 6–0, 4–6, 6–2                     |
| 1962 | Rita Bentleyová                   | Lorna Cornellová                  | 7–5, 7–5                          |
| 1963 | Robyn Ebbernová                   | Rita Bentley                      | 6–3, 6–3                          |
| 1964 | Margaret Smithová                 | Ann Jonesová                      | 6–3, 6–2                          |
| 1965 | Annette Van Zylová                | Christine Trumanová               | 6–3, 4–6, 6–4                     |
| 1966 | Françoise Dürrová                 | Judy Tegartová                    | 4–6, 6–3, 7–5                     |
| 1967 | Nancy Richeyová                   | Kerry Melvilleová                 | 2–6, 6–2, 6–4                     |
| 1968 | Ann Jonesová                      | Nancy Richeyová                   | sdílený titul                     |
| 1969 | Ann Jonesová                      | Winnie Shawová                    | 6–0, 6–1                          |
| 1970 | Margaret Courtová                 | Winnie Shawová                    | 2–6, 8–6, 6–2                     |
| 1971 | Margaret Courtová                 | Billie Jean Kingová               | 6–3, 3–6, 6–3                     |
| 192  | Chris Evertová                    | Karen Krantzckeová                | 6–4, 6–0                          |
| 1973 | Olga Morozovová                   | Evonne Goolagongová               | 6–2, 6–3                          |
| 1974 | nehráno                           | nehráno                           | nehráno                           |
| 2024 | nehráno                           | nehráno                           | nehráno                           |
| 2025 | Tatjana Mariová                   | Amanda Anisimovová                | 6–3, 6–4                          |

### Mužská čtyřhra
| Rok  | vítězové                            | finalisté                               | výsledek                        |
| ---- | ----------------------------------- | --------------------------------------- | ------------------------------- |
| 1969 | Owen Davidson Dennis Ralston        | Ove Nils Bengtson Thomaz Koch           | 8–6, 6–3                        |
| 1970 | Tom Okker Marty Riessen             | Arthur Ashe Charlie Pasarell            | 7–9, 6–4, 9–7                   |
| 1971 | Tom Okker Marty Riessen             | Stan Smith Erik van Dillen              | 8–6, 4–6, 15–13                 |
| 1972 | Jim McManus Jim Osborne             | Jürgen Fassbender Karl Meiler           | 4–6, 6–3, 7–5                   |
| 1973 | Tom Okker Marty Riessen             | Ray Keldie Raymond Moore                | 6–4, 7–5                        |
| 1974 | nehráno                             | nehráno                                 | nehráno                         |
| 1976 | nehráno                             | nehráno                                 | nehráno                         |
| 1977 | Anand Amritraj Vidžaj Amritraž      | John Lloyd David Lloyd                  | 6–1, 6–2                        |
| 1978 | Bob Hewitt Frew McMillan            | Fred McNair Raúl Ramírez                | 6–2, 7–5                        |
| 1979 | Tim Gullikson Tom Gullikson         | Marty Riessen Sherwood Stewart          | 6–4, 6–4                        |
| 1980 | Rod Frawley Geoff Masters           | Paul McNamee Sherwood Stewart           | 6–2, 4–6, 11–9                  |
| 1981 | Pat Du Pré Brian Teacher            | Kevin Curren Steve Denton               | 3–6, 7–6, 11–9                  |
| 1982 | John McEnroe Peter Rennert          | Victor Amaya Hank Pfister               | 7–6, 7–5                        |
| 1983 | Brian Gottfried Paul McNamee        | Kevin Curren Steve Denton               | 6–4, 6–3                        |
| 1984 | Pat Cash Paul McNamee               | Bernard Mitton Butch Walts              | 6–4, 6–3                        |
| 1985 | Ken Flach Robert Seguso             | Pat Cash John Fitzgerald                | 3–6, 6–3, 16–14                 |
| 1986 | Kevin Curren Guy Forget             | Darren Cahill Mark Kratzmann            | 6–2, 7–6                        |
| 1987 | Guy Forget Yannick Noah             | Rick Leach Tim Pawsat                   | 6–4, 6–4                        |
| 1988 | Ken Flach Robert Seguso             | Pieter Aldrich Danie Visser             | 6–2, 7–6                        |
| 1989 | Darren Cahill Mark Kratzmann        | Tim Pawsat Laurie Warder                | 7–6, 6–3                        |
| 1990 | Jeremy Bates Kevin Curren           | Henri Leconte Ivan Lendl                | 7–6, 6–4                        |
| 1991 | Todd Woodbridge Mark Woodforde      | Grant Connell Glenn Michibata           | 7–6, 6–4                        |
| 1992 | John Fitzgerald Anders Järryd       | Goran Ivanišević Diego Nargiso          | 6–4, 7–6                        |
| 1993 | Todd Woodbridge Mark Woodforde      | Neil Broad Gary Muller                  | 6–4, 6–7, 6–3                   |
| 1994 | Jan Apell Jonas Björkman            | Todd Woodbridge Mark Woodforde          | 5–7, 7–6, 6–4                   |
| 1995 | Todd Martin Pete Sampras            | Jan Apell Jonas Björkman                | 6–4, 6–2                        |
| 1996 | Todd Woodbridge Mark Woodforde      | Sébastien Lareau Alex O'Brien           | 6–2, 6–7, 6–3                   |
| 1997 | Mark Philippoussis Patrick Rafter   | Sandon Stolle Cyril Suk                 | 6–2, 4–6, 7–5                   |
| 1998 | Todd Woodbridge Mark Woodforde      | Jonas Björkman Patrick Rafter           | sdílený titul (déšť)            |
| 1999 | Sébastien Lareau Alex O'Brien       | Todd Woodbridge Mark Woodforde          | 6–3, 7–6                        |
| 2000 | Todd Woodbridge Mark Woodforde      | Jonathan Stark Eric Taino               | 7–6, 6–4                        |
| 2001 | Bob Bryan Mike Bryan                | Eric Taino David Wheaton                | 6–3, 6–2                        |
| 2002 | Wayne Black Kevin Ullyett           | Maheš Bhúpatí Max Mirnyj                | 7–6, 3–6, 6–3                   |
| 2003 | Mark Knowles Daniel Nestor          | Maheš Bhúpatí Max Mirnyj                | 6–3, 6–4                        |
| 2004 | Bob Bryan Mike Bryan                | Mark Knowles Daniel Nestor              | 6–3, 6–4                        |
| 2005 | Bob Bryan Mike Bryan                | Jonas Björkman Max Mirnyj               | 7–6(11–9), 7–6(7–4)             |
| 2006 | Paul Hanley Kevin Ullyett           | Jonas Björkman Max Mirnyj               | 6–4, 7–6                        |
| 2007 | Mark Knowles Daniel Nestor          | Bob Bryan Mike Bryan                    | 7–5, 6–4                        |
| 2008 | Daniel Nestor Nenad Zimonjić        | Marcelo Melo André Sá                   | 6–4, 7–6 (7–3)                  |
| 2009 | Wesley Moodie Michail Južnyj        | Marcelo Melo André Sá                   | 6–4, 4–6, [10–6]                |
| 2010 | Novak Djoković Jonatan Erlich       | Karol Beck David Škoch                  | 7–6(8–6), 2–6, [10–3]           |
| 2011 | Bob Bryan Mike Bryan                | Maheš Bhúpatí Leander Paes              | 6–7(2–7), 7–6(7–4), [10–6]      |
| 2012 | Max Mirnyj Daniel Nestor            | Bob Bryan Mike Bryan                    | 6–3, 6–4                        |
| 2013 | Bob Bryan Mike Bryan                | Alexander Peya Bruno Soares             | 4–6, 7–5, [10–3]                |
| 2014 | Alexander Peya Bruno Soares         | Jamie Murray John Peers                 | 4–6, 7–6, [10–4]                |
| 2015 | Pierre-Hugues Herbert Nicolas Mahut | Marcin Matkowski Nenad Zimonjić         | 6–2, 6–2                        |
| 2016 | Pierre-Hugues Herbert Nicolas Mahut | Chris Guccione André Sá                 | 6–3, 7–6(7–5)                   |
| 2017 | Jamie Murray Bruno Soares           | Julien Benneteau Édouard Roger-Vasselin | 6–2, 6–3                        |
| 2018 | Henri Kontinen John Peers           | Jamie Murray Bruno Soares               | 6–4, 6–3                        |
| 2019 | Feliciano López Andy Murray         | Rajeev Ram Joe Salisbury                | 7–6(8–6), 5–7, [10–5]           |
| 2020 | zrušeno pro pandemii koronaviru     | zrušeno pro pandemii koronaviru         | zrušeno pro pandemii koronaviru |
| 2021 | Pierre-Hugues Herbert Nicolas Mahut | Reilly Opelka John Peers                | 6-4, 7-5                        |
| 2022 | Nikola Mektić Mate Pavić            | Lloyd Glasspool Harri Heliövaara        | 3–6, 7–6(7–3), [10–6]           |
| 2023 | Ivan Dodig Austin Krajicek          | Taylor Fritz Jiří Lehečka               | 6–4, 6–7(5–7), [10–3]           |
| 2024 | Neal Skupski Michael Venus          | Taylor Fritz Karen Chačanov             | 4–6, 7–6(7–5), [10–8]           |
| 2025 | Julian Cash Lloyd Glasspool         | Nikola Mektić Michael Venus             | 6–3, 6–7(5–7), [10–6]           |

### Ženská čtyřhra
| Rok  | vítězky                             | finalistky                               | výsledek              |
| ---- | ----------------------------------- | ---------------------------------------- | --------------------- |
| 1971 | Rosie Casalsová Billie Jean Kingová | Mary–Ann Curtisová Valerie Ziegenfussová | 6–2, 8–6              |
| 1972 | Rosie Casalsová Billie Jean Kingová | Françoise Durrová Betty Stöveová         | 4–6, 6–3, 7–5         |
| 1973 | Rosie Casalsová Billie Jean Kingová | Brenda Kirková Pat Walkdenová            | 5–7, 7–0, 6–2         |
| 1974 | nehráno                             | nehráno                                  | nehráno               |
| 2024 | nehráno                             | nehráno                                  | nehráno               |
| 2025 | Asia Muhammadová Demi Schuursová    | Anna Danilinová Diana Šnajderová         | 7–5, 6–7(3–7), [10–4] |

## Rekordy (otevřená éra)

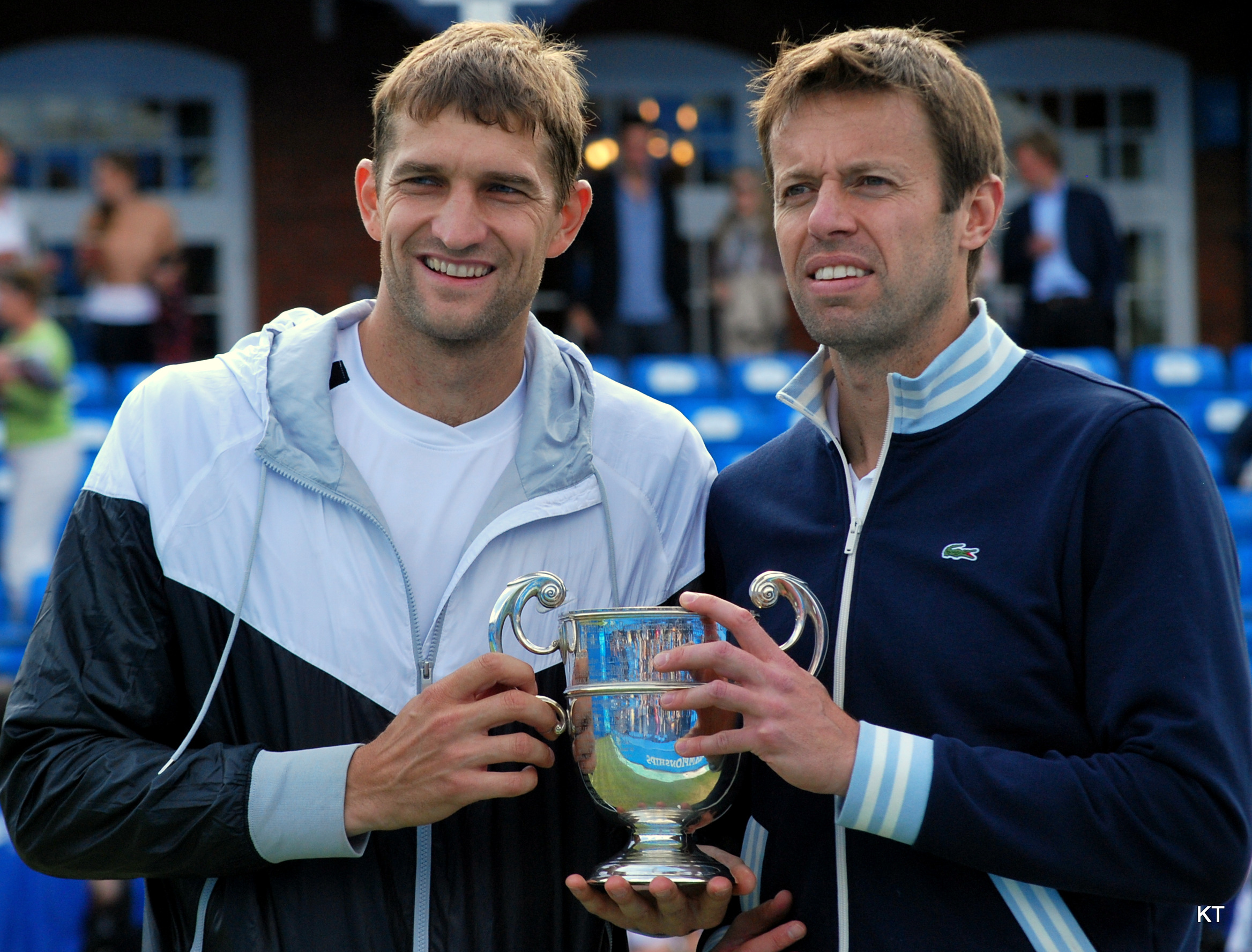
Vítězové čtyřhry Mirnyj s Nestorem, 2012

| Dvouhra                      | Dvouhra  | Dvouhra                                                              |
| Rekord                       | Rekord   | držitelé rekordu                                                     |
| ---------------------------- | -------- | -------------------------------------------------------------------- |
| Nejvíce titulů               | 5        | Andy Murray                                                          |
| Nejvíce vyhraných zápasů     | 42       | John McEnroe                                                         |
| Nejmladší vítěz              | 17 let   | Boris Becker (1985)                                                  |
| Nejstarší vítěz              | 37 let   | Feliciano López (2019)                                               |
| Nejvýše postavený vítěz      | 1. ATP   | Ivan Lendl (1989, 1990) Stefan Edberg (1991) Lleyton Hewitt (2002)   |
| Nejníže postavený vítěz      | 113. ATP | Feliciano López (2019)                                               |
| Čtyřhra                      |          |                                                                      |
| Nejvíce titulů               | 5        | Bob Bryan Mike Bryan                                                 |
| Nejvíce titulů páru          | 5        | Bob Bryan Mike Bryan                                                 |
| Dvouhra a čtyřhra            |          |                                                                      |
| Vítěz obou soutěží v ročníku | 3        | Pete Sampras (1995) Mark Philippoussis (1997) Feliciano López (2019) |

## Galerie

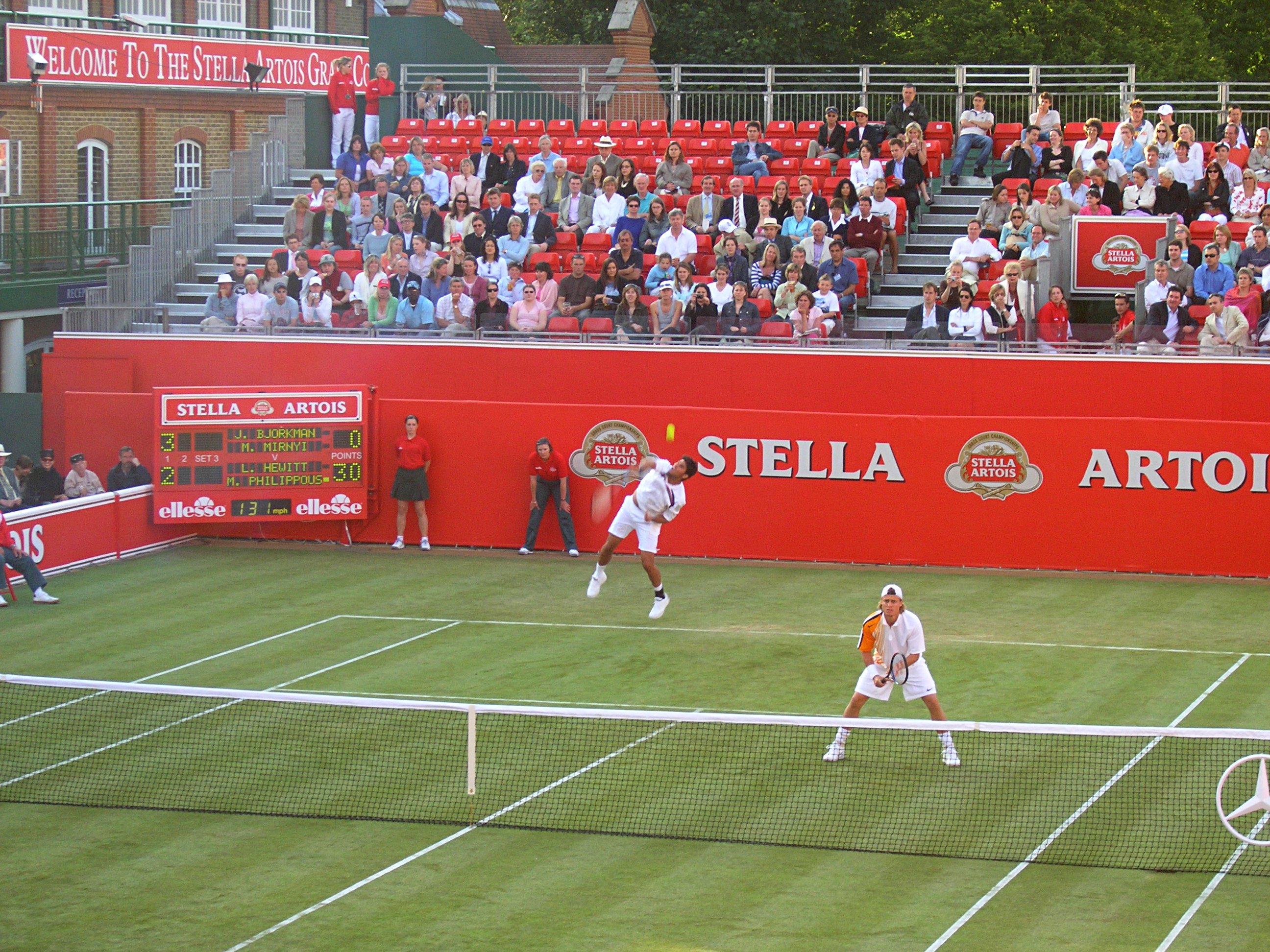
Hewitt a Philippoussis, 2005
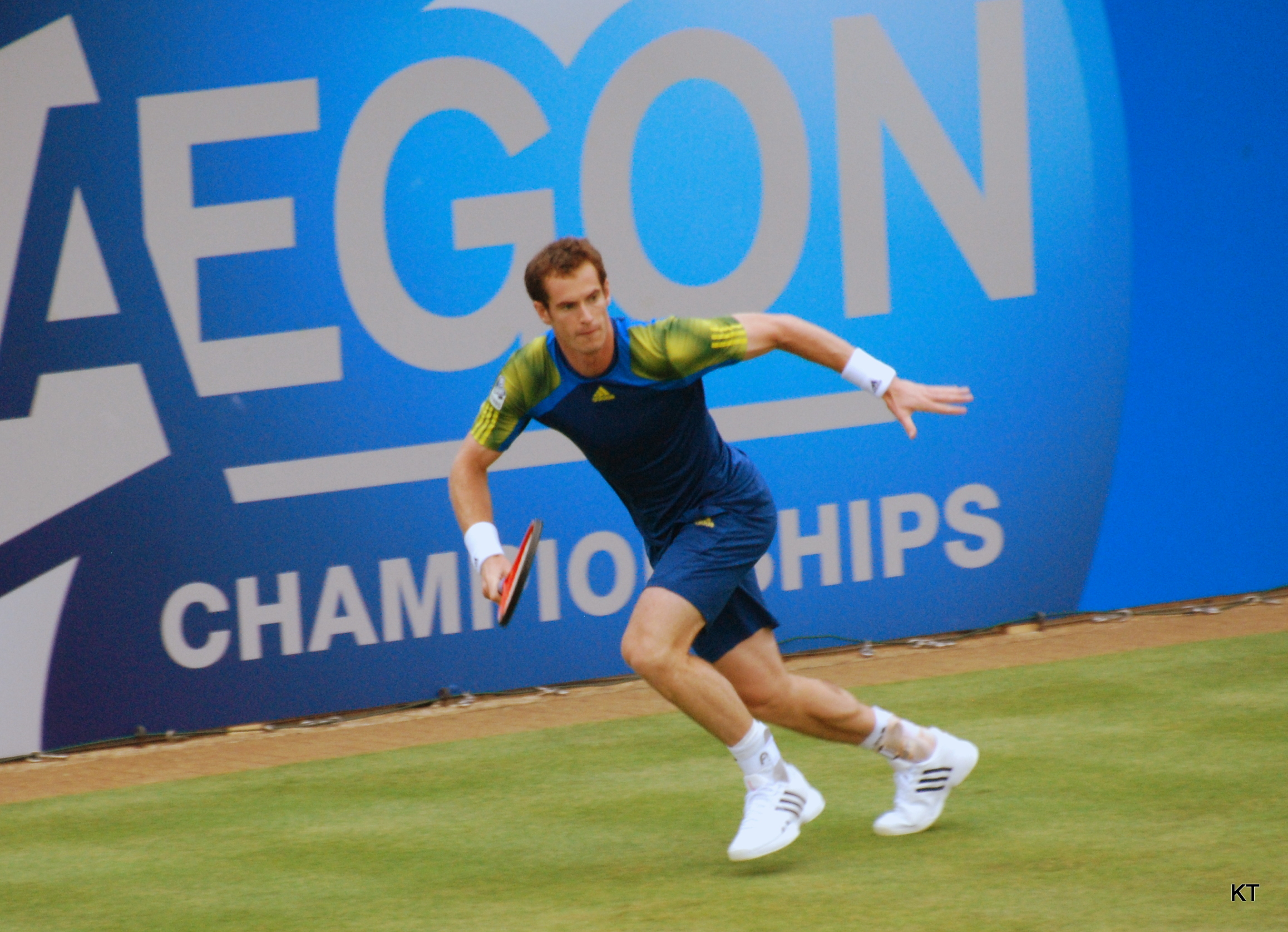
Andy Murray, 2013
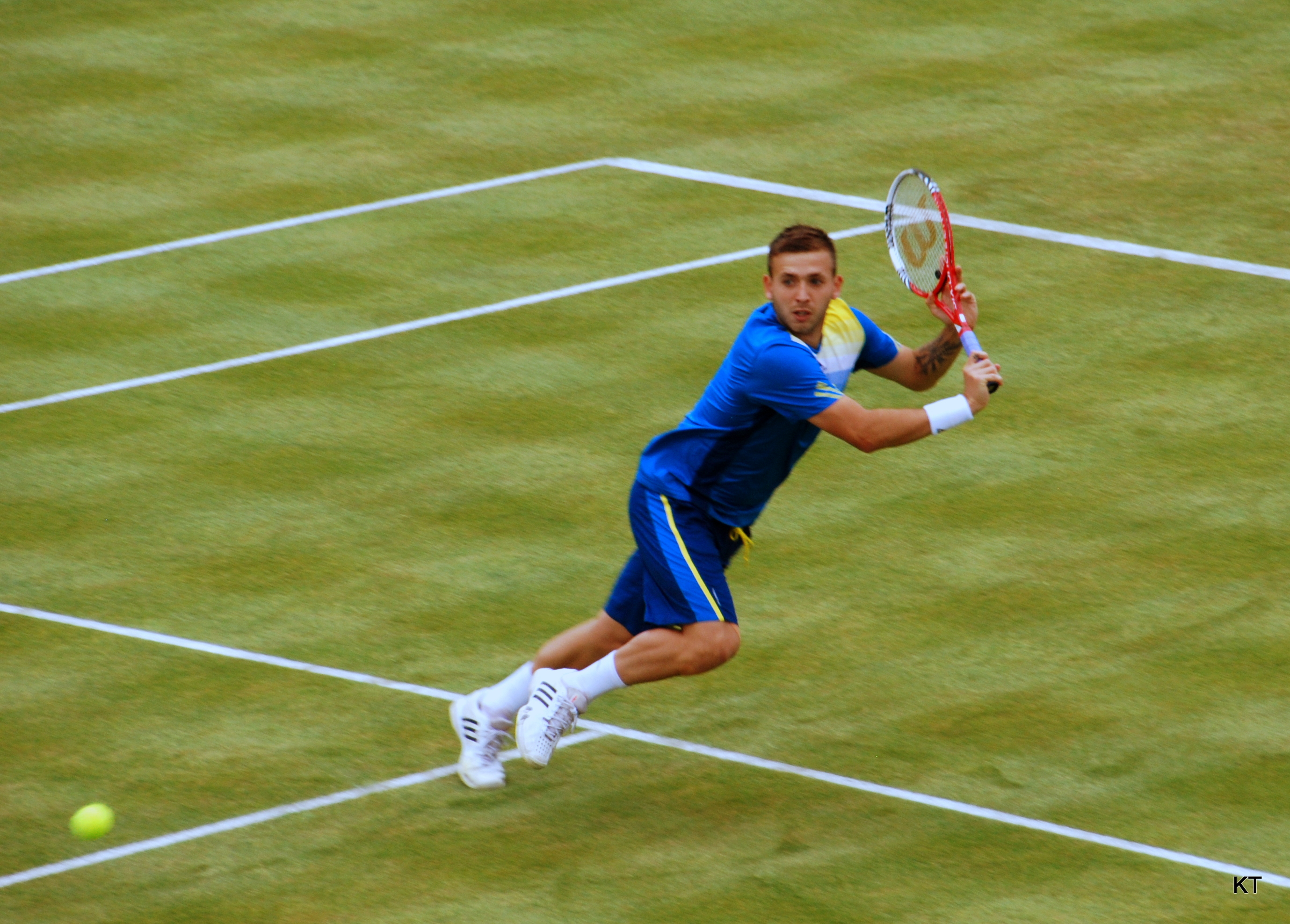
Dan Evans, 2013
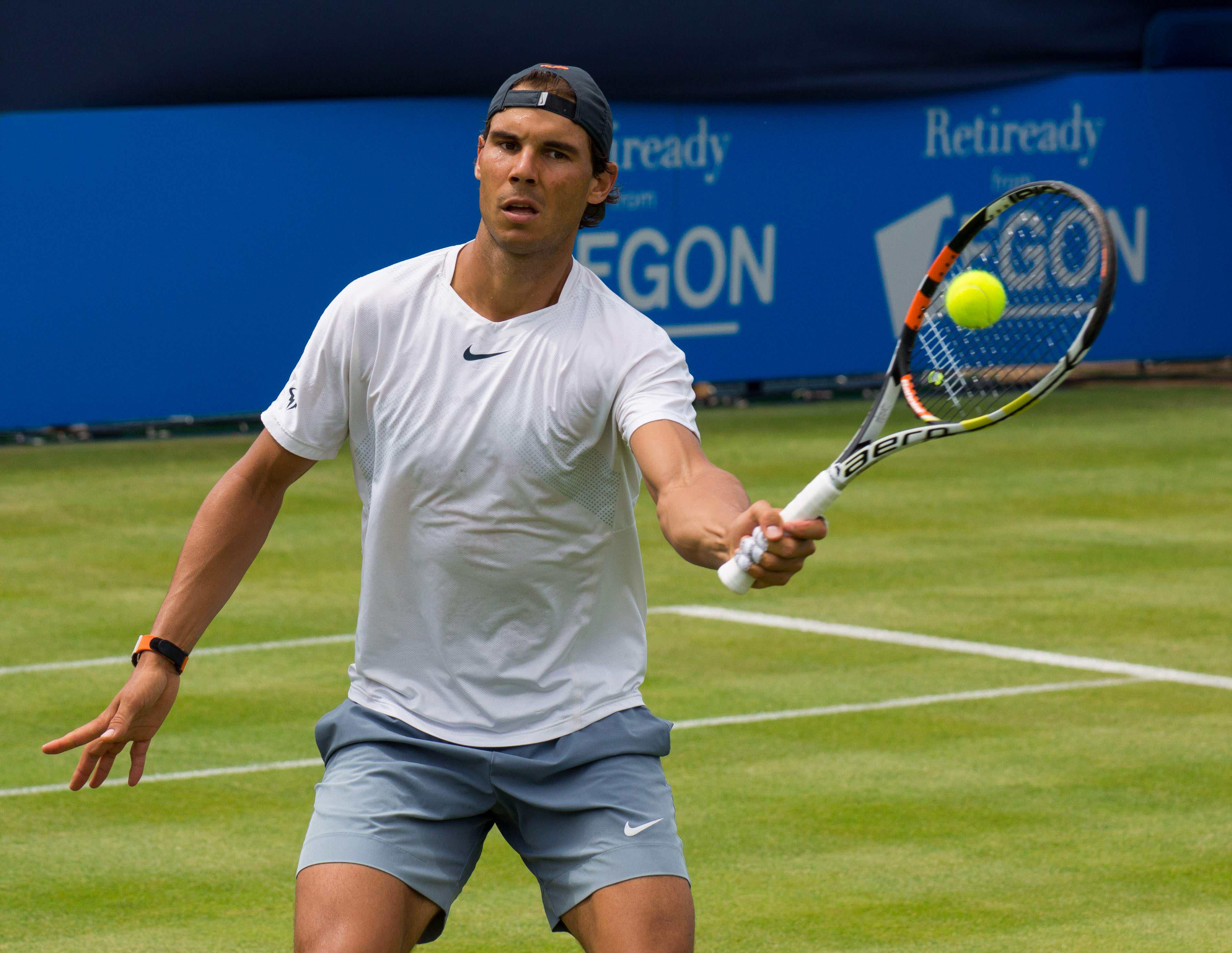
Rafael Nadal, 2015
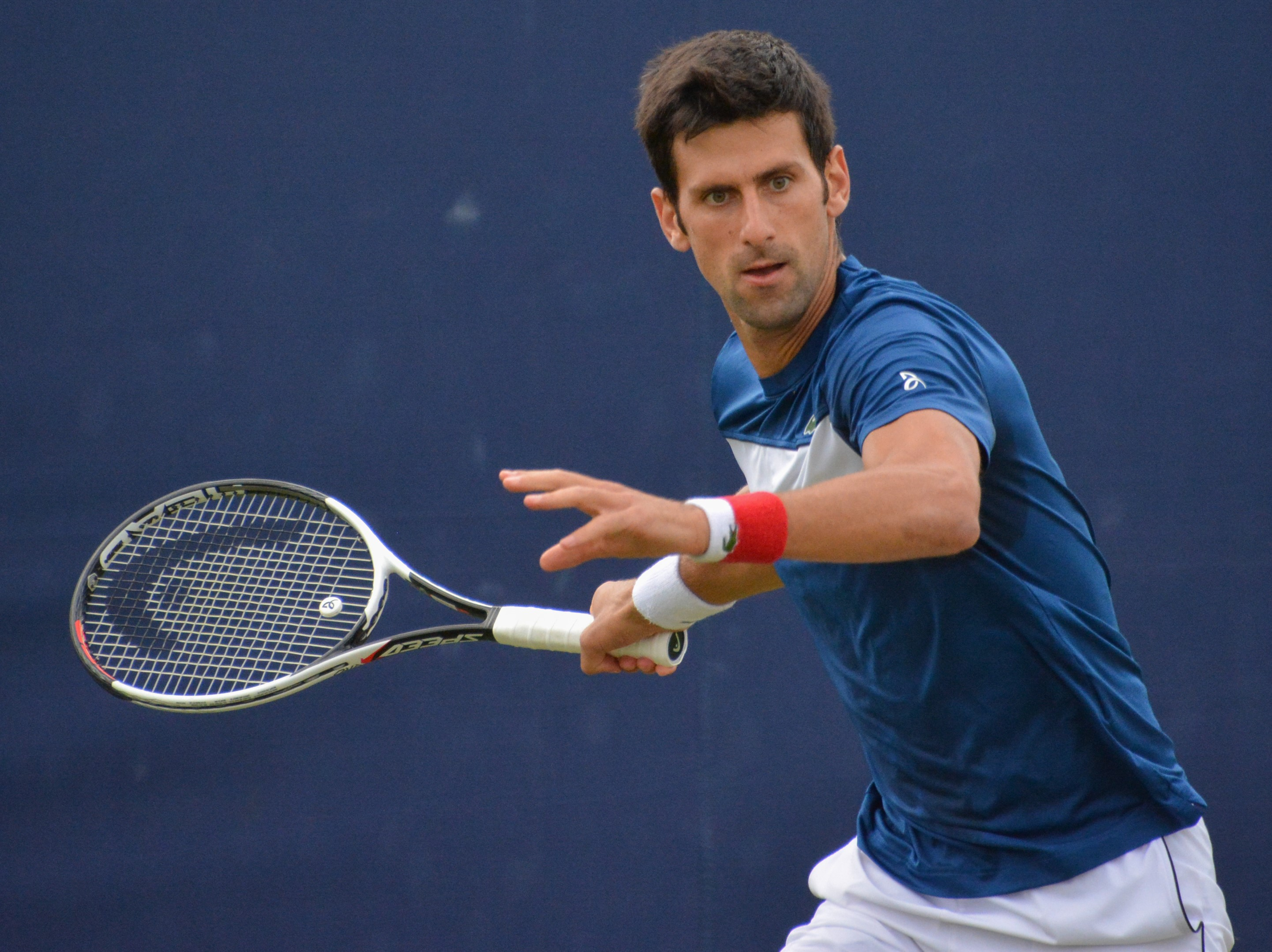
Novak Djoković, 2018
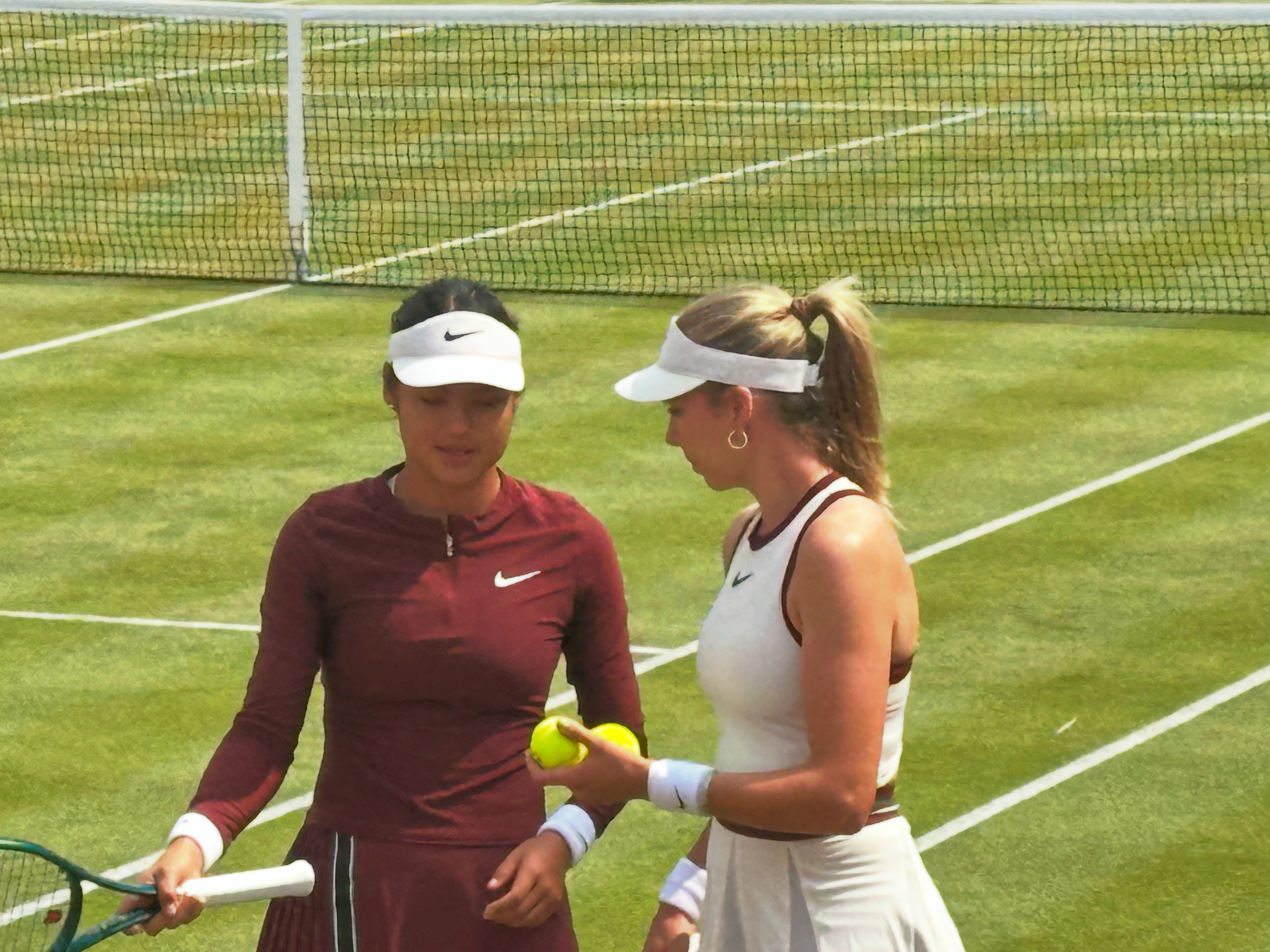
Raducanuová a Boulterová, 2025
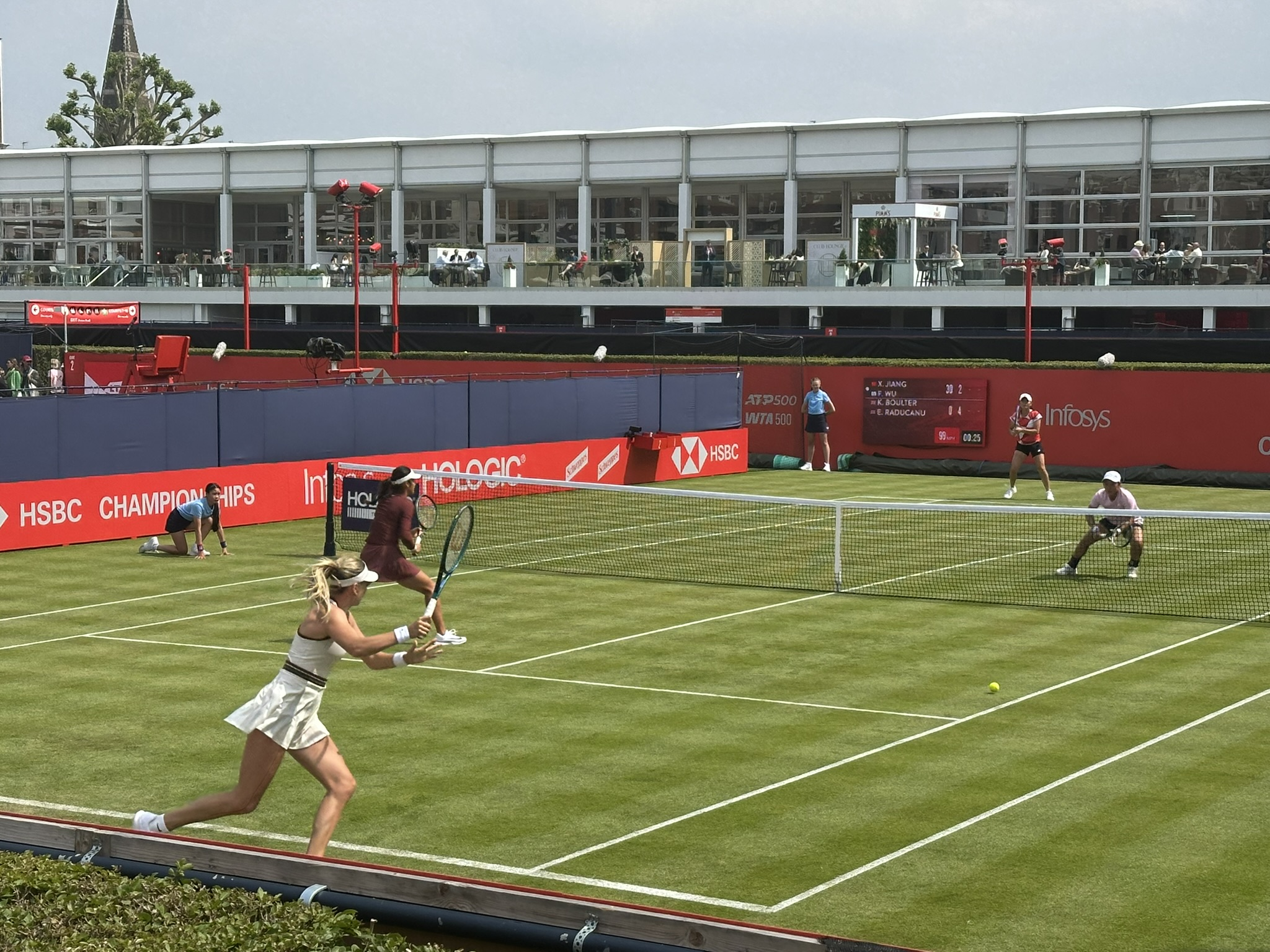
Vedlejší dvorec, 2025